# مانوئل دی آریاگا
مانوئل دی آریاگا (انگلیسی: Manuel de Arriaga؛ ۸ ژوئیهٔ ۱۸۴۰ – ۵ مارس ۱۹۱۷) یک سیاست‌مدار اهل پرتغال بود.